# Élections législatives de 1936 en Ille-et-Vilaine
Les élections législatives en Ille-et-Vilaine ont lieu les dimanches 26 avril 1936 et 3 mai 1936.
Elles ont pour but d'élire les 8 députés représentant le département à la Chambre des députés pour un mandat de quatre années.

## Élections partielles durant le précédent mandat

### Arrondissement de Fougères du 2 et 9 avril 1933
Fougères regroupe tous les cantons de l'arrondissement.
- Alexandre Lefas (Répub. nat), député depuis 1924, est élu sénateur le 10 janvier 1933.

| Candidats      | Candidats          | Étiquette                        | Premier tour | Premier tour | Deuxième tour | Deuxième tour |
| Candidats      | Candidats          | Étiquette                        | Voix         | %            | Voix          | %             |
| -------------- | ------------------ | -------------------------------- | ------------ | ------------ | ------------- | ------------- |
|                | Étienne Le Poullen | Répub. nat (URD)                 | 7 140        | 35,82        | 10 247        | 52,07         |
|                | Roger Joisson      | Ind. gauche-Radical              | 3 547        | 17,80        | 9 220         | 46,85         |
|                | Jean Hennessy      | Répub. de gauche-Social-national | 3 507        | 16,60        | 89            | 0,45          |
|                | Joseph Fournier    | SFIO                             | 3 207        | 16,09        |               |               |
|                | François Royer     | Répub. nat (URD) - Dém. pop      | 1 812        | 9,09         |               |               |
|                | Joseph Archer      | Fédériste-Ind. droite            | 446          | 2,24         |               |               |
|                | Aristide Mentec    | PC-SFIC                          | 273          | 1,37         | 124           | 0,63          |
|                |                    |                                  |              |              |               |               |
| Inscrits       | Inscrits           | Inscrits                         | 22 663       | 100,00       | 22 663        | 100,00        |
| Votants        | Votants            | Votants                          | 20 348       | 89,79        | 20 126        | 88,81         |
| Abstention     | Abstention         | Abstention                       | 2 315        | 10,21        | 2 537         | 11,19         |
| Blancs et nuls | Blancs et nuls     | Blancs et nuls                   | 416          | 1,04         | 335           | 1,22          |
| Exprimés       | Exprimés           | Exprimés                         | 19 932       | 97,96        | 19 680        | 97,78         |

## Mode de scrutin
On retourne au système en vigueur de 1889 à 1914. Seul changement, le ballotage a lieu une semaine après le premier tour et non deux comme précédemment. Depuis 1928, il y a un nouveau découpage pour les deux circonscriptions de Rennes, passant d'un découpage "ville-campagne" à un découpage "nord-sud".
L'élection se fait au scrutin d'arrondissement, soit un mode uninominal majoritaire à deux tours.
La circonscription pour l'élection est l'arrondissement.
Le scrutin est individuel, chaque arrondissement élisant un député.
Les arrondissements qui ont plus de cent mille habitants sont divisés. Dans ce cas on élit un député par circonscription électorale.
L'article 18 précise qu'il faut réunir pour être élu au premier tour :
1. La majorité absolue des suffrages exprimés ;
2. Un nombre de suffrages égal au quart des électeurs inscrits.

Au deuxième tour la majorité relative suffit. En cas d'égalité c'est le plus âgé qui est élu.

## Députés sortants
| Députés | Députés            | Parti                               | Fonctions lors de l'élection en 1936 |
| ------- | ------------------ | ----------------------------------- | --- |
|         | Guy La Chambre *   | Gauche ind.-Radical ind.            | Ancien ministre de la Marine (Daladier 2). Conseiller général de Dinard, maire de Saint-Servan. Ancien Avocat, ancien sous-chel de cabinet d'Aristide Briand (1921-1922).                      |
|         | Charles Guernier * | Radical ind.                        | Conseiller général de Cancale. Ancien Ministre des Travaux publics (Gvt Tardieu), ancien président du Conseil Général (1921-1924). Avocat, ancien Professeur de Droit à l'Université de Lille. |
|         | Alphonse Barbot    | Répub. de gauche                    | Pas d'autres mandats. Mécanicien à Romillé. |
|         | François Joly      | Répub. de gauche-RIAS               | Maire de Bruz. Médecin. |
|         | Étienne Pinault    | Dém. pop                            | Conseiller général de Rennes-Nord-Ouest, maire de Pacé. Propriétaire agricole, ancien attaché au Ministère de la Justice.                                                                      |
|         | Étienne Le Poullen | Répub. nat (URD)                    | Conseiller général de Fougères-Sud, maire de Dompierre-du-Chemin. Avocat, ancien Professeur de Droit à l'Université de Lille, Propriétaire agricole.                                           |
|         | Hervé de Lyrot     | Répub. nat (URD)-Centre républicain | Pas d'autres mandats. Propriétaire agricole, Banquier. |
|         | Georges Bret *     | Républ. nat (URD)-Action française  | Conseiller général du Sel-de-Bretagne. Docteur en Droit, Propriétaire agricole. |

## Résultats par arrondissement

### Arrondissement de Fougères
La circonscription de Fougères comprenait six cantons : Antrain, Fougères-Nord, Fougères-Sud, Louvigné-du-Désert, Saint-Aubin-du-Cormier et Saint-Brice-en-Coglès.
| Candidats        | Candidats            | Étiquette           | Premier tour | Premier tour |
| Candidats        | Candidats            | Étiquette           | Voix         | %            |
| ---------------- | -------------------- | ------------------- | ------------ | ------------ |
|                  | Étienne Le Poullen * | Répub. nat (URD-FR) | 10 405       | 52,99        |
|                  | Roger Joisson        | Radical ind.        | 6 528        | 33,25        |
|                  | Émile Helleux        | SFIO                | 1 959        | 9,98         |
|                  | Jean-Marie Macé      | PC-SFIC             | 404          | 2,06         |
|                  | Paul de Kercadio     | Action française    | 339          | 1,73         |
|                  |                      |                     |              |              |
| Inscrits         | Inscrits             | Inscrits            | 22 469       | 100,00       |
| Votants          | Votants              | Votants             | 20 025       | 89,12        |
| Abstention       | Abstention           | Abstention          | 2 444        | 10,88        |
| Blancs et nuls   | Blancs et nuls       | Blancs et nuls      | 390          | 1,95         |
| Exprimés         | Exprimés             | Exprimés            | 19 635       | 98,05        |
| * Député sortant |                      |                     |              |              |

### Arrondissement de Montfort
La circonscription de Montfort comprenait cinq cantons : Bécherel, Montauban, Montfort, Plélan et Saint-Méen-le-Grand.
| Candidats      | Candidats        | Étiquette        | Premier tour | Premier tour |
| Candidats      | Candidats        | Étiquette        | Voix         | %            |
| -------------- | ---------------- | ---------------- | ------------ | ------------ |
|                | Alphonse Barbot  | Répub. de gauche | 10 376       | 83,48        |
|                | Emmanuel Philoux | Socialiste USR   | 1 810        | 14,56        |
|                | François Riffaud | PC-SFIC          | 243          | 1,96         |
|                |                  |                  |              |              |
| Inscrits       | Inscrits         | Inscrits         | 14 574       | 100,00       |
| Votants        | Votants          | Votants          | 12 771       | 87,63        |
| Abstention     | Abstention       | Abstention       | 1 803        | 12,37        |
| Blancs et nuls | Blancs et nuls   | Blancs et nuls   | 342          | 2,68         |
| Exprimés       | Exprimés         | Exprimés         | 12 429       | 97,32        |

### Arrondissement de Redon
La circonscription de Redon comprenait sept cantons : Bain-de-Bretagne, Grand-Fougeray, Guichen, Maure-de-Bretagne, Pipriac, Redon et Le Sel-de-Bretagne.
| Candidats        | Candidats       | Étiquette                              | Premier tour | Premier tour |
| Candidats        | Candidats       | Étiquette                              | Voix         | %            |
| ---------------- | --------------- | -------------------------------------- | ------------ | ------------ |
|                  | Georges Bret *  | Répub. nat (URD-FR) - Action française | 10 351       | 64,60        |
|                  | Julien Leparoux | Radical-socialiste- sout. SFIO         | 7 664        | 42,07        |
|                  | Henri Delannoy  | PC-SFIC                                | 109          | 0,60         |
|                  | Henri Saulnier  | Répub. socialiste                      | 94           | 0,52         |
|                  |                 |                                        |              |              |
| Inscrits         | Inscrits        | Inscrits                               | 22 023       | 100,00       |
| Votants          | Votants         | Votants                                | 18 759       | 85,18        |
| Abstention       | Abstention      | Abstention                             | 3 264        | 14,82        |
| Blancs et nuls   | Blancs et nuls  | Blancs et nuls                         | 541          | 2,88         |
| Exprimés         | Exprimés        | Exprimés                               | 18 218       | 97,12        |
| * Député sortant |                 |                                        |              |              |

### Arrondissement de Rennes

#### 1recirconscription
La première circonscription de Rennes (Rennes-1 Nord) comprenait cinq cantons : Rennes-Nord-Ouest, Rennes-Nord-Est, Hédé, Liffré et Saint-Aubin-d'Aubigné.
| Candidats        | Candidats         | Étiquette                   | Premier tour | Premier tour | Deuxième tour | Deuxième tour |
| Candidats        | Candidats         | Étiquette                   | Voix         | %            | Voix          | %             |
| ---------------- | ----------------- | --------------------------- | ------------ | ------------ | ------------- | ------------- |
|                  | Étienne Pinault * | Répub. nat (URD) - Dém. pop | 8 413        | 44,50        | 10 346        | 53,94         |
|                  | Albert Aubry      | SFIO                        | 5 685        | 30,07        | 8 833         | 46,06         |
|                  | Charles Frédouët  | Répub. de gauche            | 2 298        | 12,16        |               |               |
|                  | Victor Guestault  | Radical ind.                | 1 086        | 5,75         |               |               |
|                  | Émile Drouillas   | PC-SFIC                     | 714          | 3,78         |               |               |
|                  | Julien Boulot     | Radical ind.                | 708          | 3,75         |               |               |
|                  |                   |                             |              |              |               |               |
| Inscrits         | Inscrits          | Inscrits                    | 23 705       | 100,00       | 23 705        | 100,00        |
| Votants          | Votants           | Votants                     | 19 596       | 82,67        | 19 665        | 82,96         |
| Abstention       | Abstention        | Abstention                  | 4 109        | 17,33        | 4 040         | 17,04         |
| Blancs et nuls   | Blancs et nuls    | Blancs et nuls              | 692          | 3,53         | 486           | 2,47          |
| Exprimés         | Exprimés          | Exprimés                    | 18 904       | 96,47        | 19 179        | 97,53         |
| * Député sortant |                   |                             |              |              |               |               |

#### 2ecirconscription
La deuxième circonscription de Rennes (Rennes-2 (Sud) comprenait cinq cantons : Rennes-Sud-Ouest, Rennes-Sud-Est, Châteaugiron, Janzé et Mordelles.
| Candidats        | Candidats       | Étiquette                  | Premier tour | Premier tour | Deuxième tour | Deuxième tour |
| Candidats        | Candidats       | Étiquette                  | Voix         | %            | Voix          | %             |
| ---------------- | --------------- | -------------------------- | ------------ | ------------ | ------------- | ------------- |
|                  | François Joly   | Répub. de gauche-RIAS      | 9 090        | 48,09        | 10 871        | 58,43         |
|                  | Eugène Quessot  | SFIO                       | 5 146        | 27,22        | 7 734         | 41,57         |
|                  | Léon Thébault * | Ind. gauche - Radical ind. | 3 633        | 19,22        |               |               |
|                  | Charles Leroy   | PC-SFIC                    | 1 035        | 5,48         |               |               |
|                  |                 |                            |              |              |               |               |
| Inscrits         | Inscrits        | Inscrits                   | 22 663       | 100,00       | 22 663        | 100,00        |
| Votants          | Votants         | Votants                    | 19 332       | 85,30        | 19 205        | 84,74         |
| Abstention       | Abstention      | Abstention                 | 3 331        | 14,70        | 3 458         | 15,26         |
| Blancs et nuls   | Blancs et nuls  | Blancs et nuls             | 428          | 2,21         | 600           | 3,12          |
| Exprimés         | Exprimés        | Exprimés                   | 18 904       | 97,79        | 18 605        | 96,88         |
| * Député sortant |                 |                            |              |              |               |               |

### Arrondissement de Saint-Malo

#### 1recirconscription
La première circonscription de Saint-Malo comprenait quatre cantons : Saint-Malo, Cancale, Dol-de-Bretagne et Pleine-Fougères.
| Candidats        | Candidats          | Étiquette      | Premier tour | Premier tour |
| Candidats        | Candidats          | Étiquette      | Voix         | %            |
| ---------------- | ------------------ | -------------- | ------------ | ------------ |
|                  | Charles Guernier * | Radical ind.   | 7 418        | 57,65        |
|                  | Jacques Gonnon     | SFIO           | 4 999        | 38,85        |
|                  | Émile Guitton      | Répub. ind     | 292          | 2,25         |
|                  | Georges Wascat     | PC-SFIC        | 159          | 1,24         |
|                  |                    |                |              |              |
| Inscrits         | Inscrits           | Inscrits       | 16 189       | 100,00       |
| Votants          | Votants            | Votants        | 13 287       | 82,07        |
| Abstention       | Abstention         | Abstention     | 2 902        | 17,93        |
| Blancs et nuls   | Blancs et nuls     | Blancs et nuls | 419          | 3,15         |
| Exprimés         | Exprimés           | Exprimés       | 12 868       | 96,85        |
| * Député sortant |                    |                |              |              |

#### 2ecirconscription
La deuxième circonscription de Saint-Malo comprenait cinq cantons :
Saint-Malo-2 regroupe les cantons de Châteauneuf-d'Ille-et-Vilaine, Combourg, Pleurtuit, Tinténiac et Saint-Servan.
- Robert Surcouf et Charles Beunet se sont retirés avant le premier tour.

| Candidat         | Candidat            | Étiquette                         | Premier tour | Premier tour | Deuxième tour | Deuxième tour |
| Candidat         | Candidat            | Étiquette                         | Voix         | %            | Voix          | %             |
| ---------------- | ------------------- | --------------------------------- | ------------ | ------------ | ------------- | ------------- |
|                  | Guy La Chambre *    | Gauche ind.-Radical ind.          | 6 833        | 49,68        | 8 142         | 59,99         |
|                  | Louis Garault       | Répub. de gauche-Répub. nat (URD) | 3 474        | 25,26        | 4 237         | 31,22         |
|                  | Fernand Jézéquel    | SFIO                              | 2 363        | 17,18        |               |               |
|                  | Louis Lebideau      | PC-SFIC                           | 522          | 3,80         | 1 071         | 7,89          |
|                  | François Grossetête | Répub. de gauche                  | 420          | 3,05         |               |               |
|                  | Moïse Ravissac      | Radical socialiste ind            | 139          | 1,01         | 123           | 0,91          |
|                  | Robert Surcouf      | Radical-socialiste                | 2            | 0,01         |               |               |
|                  | Charles Beunet      | Répub. nat (URD)                  | 2            | 0,01         |               |               |
|                  |                     |                                   |              |              |               |               |
| Inscrits         | Inscrits            | Inscrits                          | 17 421       | 100,00       | 17 421        | 100,00        |
| Votants          | Votants             | Votants                           | 14 227       | 81,67        | 13 881        | 79,68         |
| Abstention       | Abstention          | Abstention                        | 3 194        | 18,33        | 3 540         | 20,32         |
| Blancs et nuls   | Blancs et nuls      | Blancs et nuls                    | 472          | 3,32         | 308           | 2,22          |
| Exprimés         | Exprimés            | Exprimés                          | 13 755       | 96,68        | 13 573        | 97,78         |
| * Député sortant |                     |                                   |              |              |               |               |

### Arrondissement de Vitré
La circonscription de Vitré comprenait six cantons : Argentré-du-Plessis, Châteaubourg, La Guerche-de-Bretagne, Retiers, Vitré-Est et Vitré-Ouest.
| Candidats        | Candidats           | Étiquette                   | Premier tour | Premier tour | Deuxième tour | Deuxième tour |
| Candidats        | Candidats           | Étiquette                   | Voix         | %            | Voix          | %             |
| ---------------- | ------------------- | --------------------------- | ------------ | ------------ | ------------- | ------------- |
|                  | Jean Bohuon         | Dorgeriste-Action française | 5 603        | 38,93        | 6 092         | 41,68         |
|                  | Hervé de Lyrot *    | URD-CR-Ind. rép             | 4 736        | 32,91        | 7 179         | 49,11         |
|                  | Auguste Bastianelli | Dém. pop                    | 2 852        | 19,82        |               |               |
|                  | Jean Coleu          | PC-SFIC                     | 1 202        | 8,35         | 1 346         | 9,21          |
|                  |                     |                             |              |              |               |               |
| Inscrits         | Inscrits            | Inscrits                    | 18 046       | 100,00       | 18 046        | 100,00        |
| Votants          | Votants             | Votants                     | 15 820       | 87,67        | 15 533        | 86,07         |
| Abstention       | Abstention          | Abstention                  | 2 226        | 12,34        | 2 513         | 13,93         |
| Blancs et nuls   | Blancs et nuls      | Blancs et nuls              | 1 427        | 9,02         | 915           | 5,89          |
| Exprimés         | Exprimés            | Exprimés                    | 14 393       | 90,98        | 14 618        | 94,11         |
| * Député sortant |                     |                             |              |              |               |               |

## Députés élus
| Députés | Députés              | Parti                               | Fonctions lors de l'élection en 1936 |
| ------- | -------------------- | ----------------------------------- | --- |
|         | Guy La Chambre *     | Gauche ind.-Radical ind.            | Ancien ministre de la Marine (Daladier 2). Conseiller général de Dinard, maire de Saint-Servan. Ancien Avocat, ancien sous-chel de cabinet d'Aristide Briand (1921-1922).                      |
|         | Charles Guernier *   | Radical ind.                        | Conseiller général de Cancale. Ancien Ministre des Travaux publics (Gvt Tardieu), ancien président du Conseil Général (1921-1924). Avocat, ancien Professeur de Droit à l'Université de Lille. |
|         | Alphonse Barbot *    | Répub. de gauche                    | Pas d'autres mandats. Mécanicien à Romillé. |
|         | François Joly        | Répub. de gauche-RIAS               | Maire de Bruz. Médecin. |
|         | Étienne Pinault *    | Dém. pop                            | Conseiller général de Rennes-Nord-Ouest, maire de Pacé. Propriétaire agricole, ancien attaché au Ministère de la Justice.                                                                      |
|         | Étienne Le Poullen * | Répub. nat (URD)                    | Conseiller général de Fougères-Sud, maire de Dompierre-du-Chemin. Avocat, ancien Professeur de Droit à l'Université de Lille, Propriétaire agricole.                                           |
|         | Hervé de Lyrot *     | Répub. nat (URD)-Centre républicain | Pas d'autres mandats. Propriétaire agricole, Banquier. |
|         | Georges Bret *       | Républ. nat (URD)-Action française  | Conseiller général du Sel-de-Bretagne. Docteur en Droit, Propriétaire agricole. |